# Zatoka İskenderun
Zatoka İskenderun (dawniej Zatoka Aleksandretty) – zatoka w północno-wschodniej części Morza Śródziemnego (Morze Lewantyńskie), u wybrzeża Turcji, w miejscu, gdzie brzeg morza skręca o 90° stopni. Długość 74 km, szerokości 46 km. Głębokość 99 m. Nad zatoką położone jest miasto İskenderun (dawna Aleksandretta). Na jej północnym brzegu położona była historyczna Cylicja.